# Gymnoproctus sculpturatus
Gymnoproctus sculpturatus är en insektsart som beskrevs av Schmidt, G.H. 1990. Gymnoproctus sculpturatus ingår i släktet Gymnoproctus och familjen vårtbitare. Inga underarter finns listade i Catalogue of Life.